# 萊斯莉·諾特
萊斯莉·諾特（英語：Leslie Knott）是一名出生於加拿大的攝影師和電影製片人。她助理執導的影片，《拉羊的孩子》，入圍第85屆奧斯卡金像獎最佳真人短片。

## 早年生活
萊斯莉·諾特在2004年畢業於英屬哥倫比亞理工學院傳播新聞學系，也在2007年在雷丁大學取得碩士學位。

## 獲獎經歷
萊斯莉·諾特的作品獲得了多項獎項。她榮獲基督教世界傳播協會所頒發的2008年度攝影師獎。她監督的《破土重生（電影）》在2010年榮獲世界和平與體育組織的評審團特別獎。